# لرستان صفوی
لرستان صفوی یا ولایت لرستان صفوی یکی از استان‌های غربی ایران در دوره صفویه منطبق بر استان‌های ایلام و لرستان کنونی بود. لرستان یکی از ولایت های پنج‌گانه (استان نیمه خودمختار) کشور بود و از این رو توسط والی («نایب السلطنه» یا «فرماندار») اداره می‌شد.

## تاریخچه

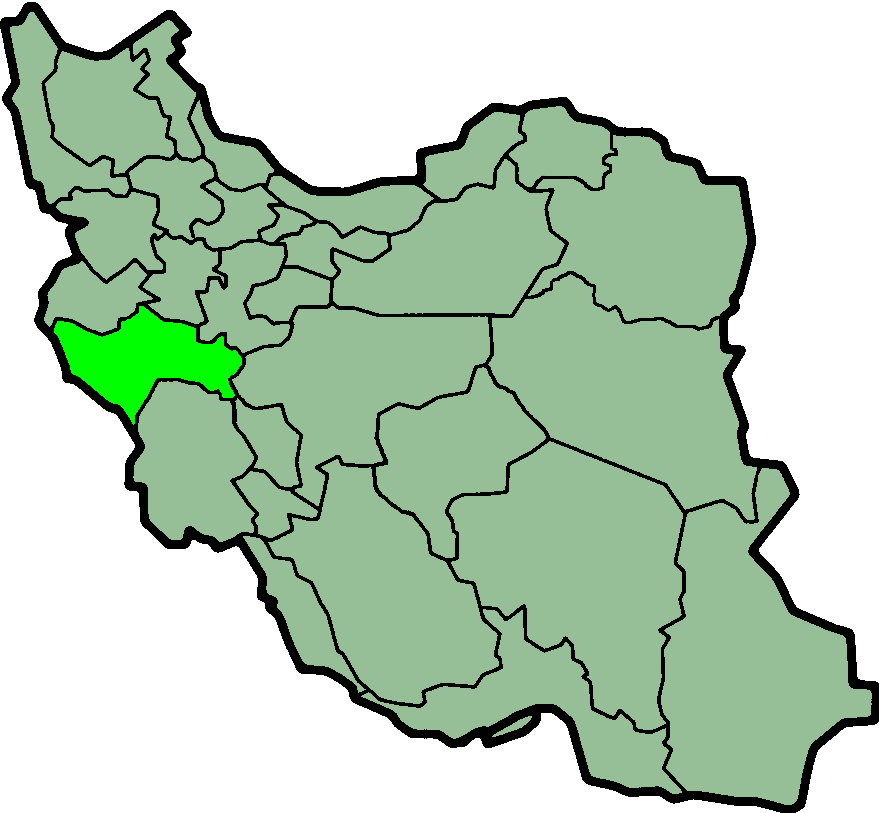
استان لرستان قدیم

لرستان یکی از پنج ولایت قلمرو صفوی بود که توسط والی (نایب السلطنه) که تقریباً یک فرماندار مستقل بود اداره می‌شد. والی‌ها عموماً متعلق به خانواده‌های برجسته محلی بودند و به‌طور رسمی توسط شاه به عنوان مصالحه ای برای خودمختاری منطقه انتخاب می‌شدند. با این وجود، آنها به شیوه ای ارثی حکومت می‌کردند.  
این استان از سه فرمانداری رده پایین خاوه (منظور کل دلفان و حومه)، سیمره و خرم‌آباد تشکیل شده بود که خرم‌آباد نیز تحت کنترل والی لرستان بود.  لرستان کوچک از اواخر قرن دوازدهم توسط خاندان خورشیدی اداره می‌شد.  این منطقه که از قرن شانزدهم به بعد به نام لرستان نیز شناخته می‌شود (البته باید متذکر شد که منظور قدمت نام لرستان نمی‌باشد زیرا تا پیش از قرن شانزدهم و حتی قرن‌ها قبل نیز نام لرستان وجود داشت)، با استان‌های ایلام و لرستان امروزی مطابقت دارد.   در سال ۱۵۰۸ لرستان به فرمانروایی شاه صفوی، اسماعیل اول (حک. ۱۵۰۱–۱۵۲۴) درآمد. وی پس از بازگشت از بغداد، فرمانروای خورشیدی شاه، رستم عباسی را به عنوان والی لرستان که شامل نواحی سیمره، هارون آباد (اسلام‌آباد غرب، کرمانشاه) و سیلاخور بود را تأیید کرد. در دهه ۱۵۴۰، صفویان کنترل بیشتری را در لرستان، مانند خرم‌آباد، به دست گرفتند. از آنجا که والی لرستان در شهر خرم‌آباد سکونت داشت، به «والی خرم‌آباد و لرستان» نیز شهرت داشت. از سال ۱۵۷۸ تا ۱۵۸۷ والیان لرستان با امپراتوری عثمانی متحد بودند. 
در پی سرکوب شورش شاهوردی عباسی و سپس اعدام وی، شاه عباس اول (حک. ۱۵۸۸–۱۶۲۹) همه اعضای مذکر خانواده خورشیدی یا کور یا زندانی شدند و بدین ترتیب پایان آنها رقم خورد.  حسین خان سلورزی، پسر عموی شاهوردی عباسی به والی لرستان و طهماسپ‌قلی خان اینانلو به فرمانداری برخی از مناطق نزدیک به بغداد مانند سیمره و هندمینی منصوب شدند. از سال ۱۶۰۳ به بعد خانواده سلورزی، والیان موروثی لرستان شدند. اما در دهه ۱۶۷۰ شاه سلیمان (حک. ۱۶۶۶–۱۶۶۹۴) فرمانداری لرستان را به غیر لری داد که بعداً توسط مردم محلی مجبور به اخراج شد. 
علی‌مردان‌خان فیلی والی لرستان در جریان آشوب‌های ناشی از ورود افغان‌ها به اصفهان یعنی پایتخت صفوی نقش بسزایی داشت. او در سال ۱۷۲۲/۱۷۲۳ با ۵۰۰۰ سرباز خود در دفاع از اصفهان شرکت کرد. با وجود اینکه او به عنوان فرمانده کل ارتش ایران انتخاب شده بود، سایر خان‌ها از دستورات او سرپیچی کردند. در سال ۱۷۲۵ امپراتوری عثمانی به ایران حمله کرد و خرم‌آباد را تصرف کرد و در نتیجه علی مردان خان فیلی را مجبور به عقب‌نشینی به خوزستان کرد که درنتیجه وی در آنجا حملاتی را علیه بغداد انجام داد و نیروهای عثمانی که برای رسیدن به فیروزان از قلمرو بختیاری عبور کردند، مجبور به عقب‌نشینی شدند. 

## فهرست حاکمان
این فهرستی از چهره‌های شناخته شده حاکم بر لرستان یا بخش‌هایی از آن است.  حاکم و بیگلربیگی هر دو عناوین اداری تعیین‌کننده فرماندار بودند. 
| تاریخ       | فرمانده                | ناحیه حکم‌رانی |
| ----------- | ---------------------- | --- |
| ۱۵۰۸        | شاه رستم عباسی         | حاکم خرم‌آباد و لرستان |
| ؟ –۱۵۴۰     | میر اغور بن شاه روستم  | حاکم لرستان |
| ۱۵۴۱–۱۵۴۲   | میر جهانگیر            | حاکم لرستان و خرم‌آباد |
| ؟ –۱۵۴۹     | بهرام میرزا            | حاکم لرستان و سیمره |
| ؟ –۱۵۴۹     | رستم خان               | حاکم لرستان و سیمره |
| ۱۵۶۸        | غیب سلطان استاجلو      | حاکم لرستان و کردستان |
| ۱۵۶۸–۱۵۸۵   | محمد لری               | حاکم نیمی از لرستان یعنی خرم‌آباد و اطراف آن                                                                                          |
| ۱۵۶۸–۱۵۷۵   | شاه رستم دوم           | حاکم نیمی از لرستان یعنی خاوه (منظور کل دلفان و حومه) و الشتر                                                                        |
| ۱۵۷۸–۱۵۸۷   | حکومت عثمانی           | |
| ۱۵۸۹–۱۵۹۳   | سلطان محمد شاه         | حاکم لرستان |
| ۱۵۹۳        | شاهوردی عباسی          | حاکم لرستان |
| ۱۵۹۳–۱۵۹۴   | سطان حسین بن شاه روستم | حاکم لرستان به جز خرم‌آباد |
| ۱۵۹۳–۱۵۹۵   | مهدی‌قولی‌خان شاملو      | حاکم خرم‌آباد |
| ۱۵۹۴–۱۵۹۸   | شاهوردی عباسی          | برای بار دوم. حاکم کل لرستان (شامل خرم‌آباد) از ۱۵۹۵ به بعد                                                                           |
| ۱۵۹۸–?      | طهماسپ‌قلی‌خان اینانلو   | حاکم سیمره، هندمین و سرزمین‌های نزدیک به بغداد در خاک عراق امروزی                                                                     |
| ۱۵۹۸–۱۶۳۱   | حسین خان سلورزی        | در ابتدا حاکم بخش‌هایی از لرستان بود، بعداً به بگلربیگی از کل استان لرستان قدیم درآمد. همچنین به عنوان میر بختیاری‌ها درآمد و خدمت کرد. |
| ۱۶۳۱–۱۶۴۱   | شاهوردی خان            | پسر فرماندار سابق بیگلربیگی لرستان                                                                                                   |
| ۱۶۴۱–۱۶۴۸–? | علی‌قلی خان             | پسر فرماندار سابق بیگلربیگی لرستان                                                                                                   |
| ۱۶۵۱–?      | منوچهر خان             | عموی فرماندار سابق. حاکم لرستان |
| ۱۶۸۴        | نامش مشخص نشده         | فرماندار قزلباس |
| ۱۶۹۴–۱۶۹۵   | شاهوردی خان            | حاکم لرستان کوچک |
| ۱۷۲۲        | علی مردان خان فایلی    | حاکم لرستان |